# 藤原有家
藤原 有家（ふじわら の ありいえ）は、平安時代末期から鎌倉時代初期にかけての公卿・歌人。従三位・藤原重家の三男。初名は仲家。官位は従三位・大蔵卿。

## 略歴
仁安2年（1167年）に叙爵、治承2年（1178年）に少納言となる。建久年間以降、歌人として広く知られるようになり、建仁元年（1201年）に和歌所の寄人となり、同2年（1202年）には和歌の賞（『明月記』同年7月24日条）で大蔵卿となる。承元2年（1208年）には従三位に叙せられた。また、藤原定家と共に『新古今和歌集』の撰者となった。建保3年（1215年）に出家して寂印と名乗るが、翌建保4年（1216年）に死去。享年62。